# دنیل دسیلوا
دنیل دسیلوا (هلندی: Daniel De Silva؛ زادهٔ ۶ مارس ۱۹۹۷) یک بازیکن فوتبال اهل استرالیا است.